# Samantha Hill
Samantha „Sami“ Hill (* 8. Juni 1992 in Honolulu) ist eine ehemalige Wasserballspielerin aus den Vereinigten Staaten. Sie gewann 2015 und 2016 je einen Titel bei Olympischen Spielen, Weltmeisterschaften und bei Panamerikanischen Spielen.

## Sportliche Karriere
Samantha Hill war mit dem US-Team 2009 Dritte der Juniorenweltmeisterschaft, 2011 belegte das Team den achten Platz.
Die 1,83 m große Torhüterin siegte 2015 mit dem US-Team bei den Panamerikanischen Spielen in Toronto. Direkt im Anschluss fanden in Kasan die Weltmeisterschaften 2015 statt. Die Mannschaft aus den Vereinigten Staaten gewann den Titel durch ein 5:4 im Finale gegen die niederländische Mannschaft. Bei den Olympischen Spielen 2016 in Rio de Janeiro traf das US-Team im Finale auf die Italienerinnen und siegte mit 12:5. Erste Torhüterin war bei diesen Turnieren Ashleigh Johnson, Samantha Hill war Ersatztorfrau. Beim Olympiasieg wurde sie in drei Spielen eingewechselt, darunter war auch das Finale.